# Monimpebougou
Monimpebougou è un comune rurale del Mali facente parte del circondario di Macina, nella regione di Ségou.
Il comune è composto da 33 nuclei abitati:
- Barkabougou
- Bélébougou
- Bengo
- Famoussabougou
- Fing
- Fintiguila
- Flangani
- Gnegnebougou
- Karangabougou
- Kationa
- Kokoro
- Kologo
- Konomani
- Koulebougou
- Markala
- Massamana
- Mogompêla

- Monimpebougou
- N'Golomazana
- Nanabougou
- Nianzaana
- Nioghon
- Nono
- Sangha
- Sangho
- Santiguibougou
- Somana
- Sougouba
- Tallibougou
- Tangana
- Tougou
- Tougouma
- Wenina